# Akeboshi
Akeboshi (明星?), pseudonimo di Yoshio Akeboshi (明星嘉男?, Akeboshi Yoshio; Yokohama, 1º luglio 1978), è un cantante giapponese.
Tratta generi musicali J-pop e folk. La sua fama si è affermata grazie alla canzone Wind usata come sigla finale nell'anime Naruto per venticinque episodi.

## Biografia
Ha iniziato a suonare il pianoforte a soli tre anni, e più tardi ha incominciato ad imparare a suonare la chitarra. Ha studiato musica a Liverpool, esperienza che lo colpì profondamente. Il suo debutto si ebbe con la produzione di due canzoni: Matsu Takako ed A piece of life.
Le canzoni cantate da Akeboshi sono principalmente in lingua giapponese, ma alcune sono anche in inglese, ed in particolare una di esse lo ha lanciato definitivamente nel mondo della musica rendendolo un celebre artista: Wind (Vento) che è stata utilizzata come prima sigla finale (ending) della serie animata Naruto.

## Discografia

### Album

#### Akeboshi
L'album di debutto di Akeboshi è stato pubblicato il 22 giugno 2005 sotto l'etichetta della casa discografica Epic Records.
1. Wind
2. Night and day
3. Hey there
4. No wish
5. Akikaze no uta (秋風のうた?, Suono della brezza autunnale)
6. Haikyo no Sofa (廃墟のソファ?, Ruins of a Sofa)
7. A nine days' wonder
8. White reply
9. Faerie punks
10. Morning high
11. Tall boy
12. The audience
13. Kamisama no shitauchi (神様の舌打ち?, Tut-tut God)

#### Meet Along the Way
Il secondo album è stato pubblicato il 7 novembre 2007 dalla casa discografica Epic Records.
Disco 1
1. Sky in the Pond
2. The Cliff
3. Yellow Bird
4. Broken Bridge
5. Seeds
6. Shadow of the Wind
7. Green Eyes
8. Village Stone
9. Mercury is Rising
10. Diamond Dust
11. Coille gan Crann
12. Close My Door
13. Fukurou (フクロウ?, Owl)

Disco 2 
1. Rusty Lance
2. Yellow Moon
3. Along the Line

#### Stoned town
Questo mini album è stato pubblicato l'8 agosto 2002.
1. Wind
2. Akikaze no Uta (秋風のうた?, Autumn Breeze Song)
3. No wish
4. Haikyo no Sofa (廃墟のソファ?, Ruins of a Sofa)

#### White reply
Questo mini album è stato pubblicato il 18 giugno 2003 ed è stato in seguito commercializzata anche un'edizione limitata, il 13 maggio 2003, contenente la canzone Not real.
1. Tall boy
2. Morning high
3. White reply
4. Money

#### Faerie punks
Faerie punks è stato commercializzato dal 10 marzo 2004.
1. Hey there
2. Night and day
3. Kamisama no shitauchi (神様の舌打ち?, Tut-tut God)
4. Faerie punks

#### Yellow moon
Yellow moon è stato pubblicato il 19 aprile 2006 e il titolo principale è stato utilizzato per la 13ª sigla finale di Naruto.
1. Yellow moon (Versione televisiva)
2. Peruna
3. One step behind the door
4. Hanabi (花火?, Fireworks)
5. Yellow moon
6. Deep end

#### Rusty lance
Rusty lance è stato pubblicato il 19 ottobre 2005.
1. Rusty lance
2. Sounds
3. Writing over the sign

#### Colorful Drops
Colorful Drops è stato pubblicato il 22 agosto 2007. Il mini-album è stata la colonna sonora del film White Mexico (Messico bianco).
1. Along the Line
2. leaf on leaf
3. Fukurou (フクロウ?, Owl)
4. Quiet Garden